# به خاطر تو (فیلم ۱۹۵۲)
بخاطر تو (به انگلیسی: Because of You) یک فیلم درام و عاشقانه آمریکایی محصول سال ۱۹۵۲ به کارگردانی جوزف پونی با بازی لرتا یانگ و جف چندلر است. این فیلم از این جهت غافلگیرکننده بود که «سمت سکسی» تحریک‌آمیز خانم یانگ را نشان می‌داد.
در اواخر سال ۱۹۵۴، جف چندلر گفت که این فیلم مورد علاقه او در میان فیلم‌هایی است که ساخته‌است.